# 包待制智賺灰欄記

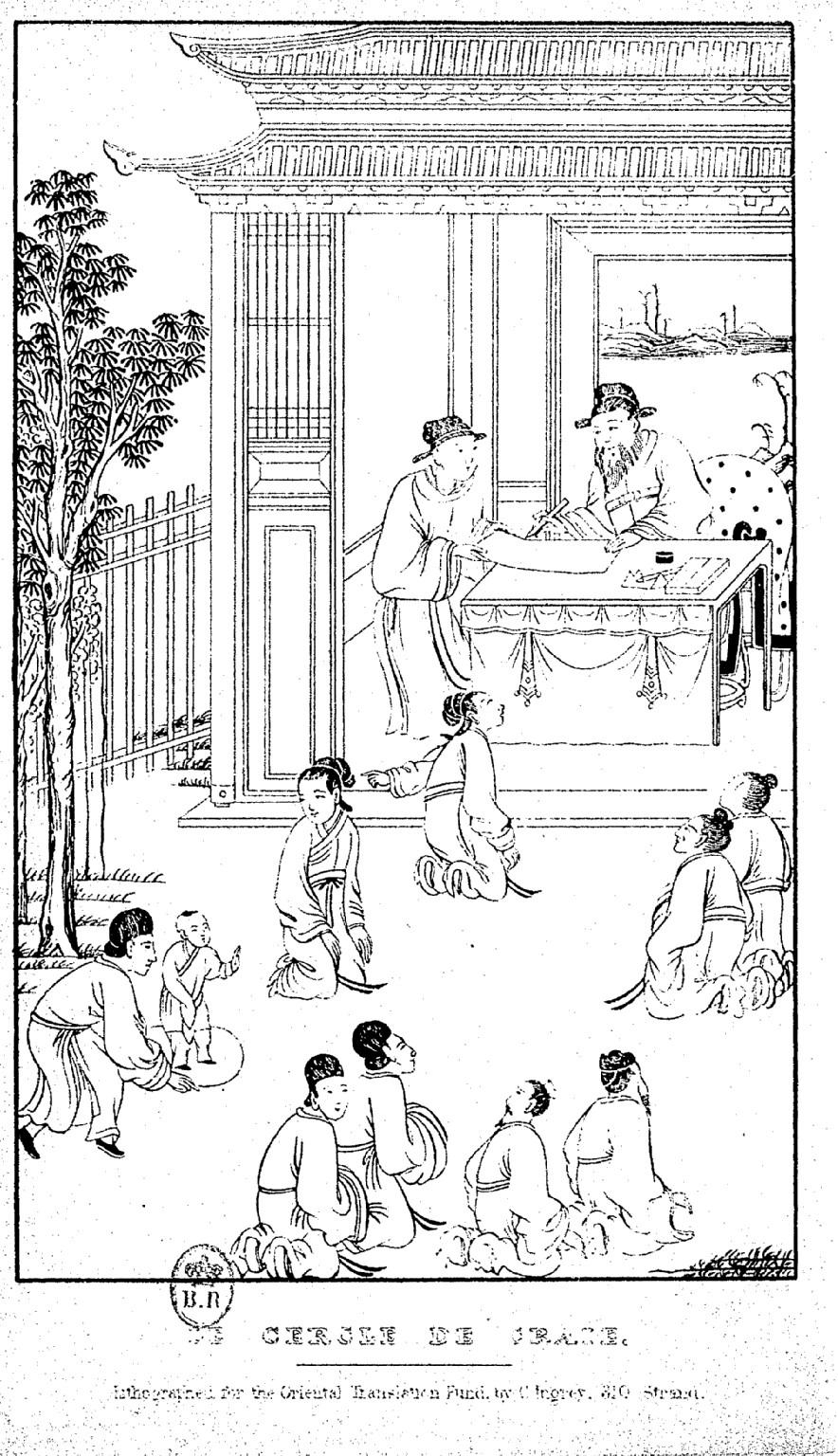
包待制智賺灰欄記

包待制智賺灰欄記，或灰欄記，是元朝作家李潜夫创作的杂剧和公案故事，情节涉及到两个妇女为争夺一个孩子的抚养权，包拯断案时将孩子置于一个“灰欄”中，由两位妇女抢夺，孩子的生母不愿孩子受苦而放弃，最后被判为孩子的生母。

## 改编
1832年首次由法国汉学家儒莲在伦敦译为法文（Le Cercle de Craie）发表，后于1924年由德国诗人克拉邦德转译为德文（Der Kreidekreis）并改编发表，灰欄記因此而十分流行。亚历山大·冯·策姆林斯基为此发表歌剧《灰阑记》。克拉邦德版后又被詹姆斯·拉沃翻译为英文并于1929年在英国伦敦出版。伦敦的制作人巴齐尔·迪恩将其搬上了舞台，并找黄柳霜与劳伦斯·奥利维尔演出。1940年，贝托尔特·布莱希特又创作了《奥格斯堡灰阑记》，1944年创作了改编后的《高加索灰欄記》，上演后引起轰动。吉尔吉斯作家钦吉兹·艾特马托夫在创作1960年作品《红领巾》时也曾得到《灰阑记》的启发。

## 类似情节
类似情节也见于《希伯来圣经》中所罗门的审判故事。另外在《太平御览》361卷和639卷引用的《風俗通》逸文，也记载了西汉颍川郡太守黄霸通过让两个妇女争夺孩子，生母因不愿孩子痛苦而放弃，最终被判孩子归其所有。“潁川有富室，兄弟同居，兩婦數月皆懷妊。長婦胎傷，因閉匿之，産期至，同到乳母舍。弟婦生男，夜因盜取之，爭訟三年，州郡不能决。丞相黃霸出坐殿前，令卒抱兒，取兩婦各十步，叱婦曰：「自往取之。」長婦抱持甚急，兒大啼叫；弟婦恐傷害之，因乃放與而止，甚愴愴。長婦甚喜。霸曰：「此弟子也。」責問乃伏。”此外，该故事还见于五代和凝父子的《疑獄集》、南宋鄭克的《折獄龜鑑》和南宋桂万荣的《棠陰比事》以及日本大岡忠相的《大岡政談》。